# Мини Рекс
Мини Рекс (енгл. Mini Rex) је наводно криптид из САД-a.

## Опис криптида
Описује се као минијатурна верзија Тираносауруса рекса. Висок је 0,90 до 1,50 метра, и тежак 90 килограма.